# Tautoneura napa
Tautoneura napa är en insektsart som beskrevs av Irena Dworakowska 1981. Tautoneura napa ingår i släktet Tautoneura och familjen dvärgstritar. Inga underarter finns listade i Catalogue of Life.